# Списак улица Старог града (Београд)
Улице на Старом граду су добијале и мењале своје називе по различитијим основама: по српским краљевима и царевима, генералима, градовима из земље и иностранства, итд.
Многи српски владари, су добили улице на Старом граду: Цар Душан, Цар Урош, Цар Лазар, деспот Стефан Лазаревић и Херцег Стјепан. Као и многи државници: Никола Пашић (Трг Николе Пашића), Светозар Милетић, Лазар Пачу, Зоран Ђинђић (Плато др Зорана Ђинђића).
Улице су добиле и многи учесници Косовског боја: Цар Лазар, Милош Обилић, Топлица Милан, Косанчић Иван, Браћа Југовићи, па чак и Јевросима, мајка Марка Краљевића, Царица Милица и Косовка девојка.
Многи книжевници су овде добили своје улице: Вук Караџић, Ђуро Даничић, Доситеј, Иво Андрић (Андрићев венац), Стеван Сремац, Ђура Јакшић, Јова Јовановић Змај (Змај-Јовина), Бранислав Нушић (Нушићева), Добрица Ћосић.
И јунаци из Косовског боја су добили своје венце на овој општини: Милош Обилић, Топлица Милан, Косанчић Иван (Обилићев венац, Топличин венац, Косанчићев венац). Венце су добили и Иво Андрић
Градови из земље и иностранства који су добили улице на Старом граду: Панчево, Таково, Призрен, Дубровник, Цетиње, Солун, итд.
Дат је списак улица, са претходним називима у заградама, ради лакшег сналажења.

## Списак улица
| Списак улица Старог града | | |
| назив улице               | личност/догађај/топоним по којој је названа                                                                | стари назив/и |
| 1300 каплара              | 1300 недошколованих официра који су послати као појачање Првој армији у Колубарској бици, 1914. године     | — |
| А                         | | |
| Академски плато           | — | — |
| Андрићев венац            | Иво Андрић (1892—1975), књижевник, дипломата, добитник Нобелове награде (1961)                             | — |
| Б                         | | |
| Балканска                 | Балканско полуострво                                                                                       | — |
| Бранкова                  | Бранко Радичевић (1824—1853), песник                                                                       | Господска |
| Браће Барух               | Браћа Барух, београдски јевреји и активисти НОП-а                                                          | — |
| Браће Југовића            | Браћа Југовићи, митски јунаци српских епских песама                                                        | — |
| Будимска                  | Будим, западни део града Будимпеште, главног града Републике Мађарске                                      | — |
| Булевар војводе Бојовића  | Војвода Петар Бојовић (1858—1945), српски војвода                                                          | Доњоградски булевар |
| Булевар деспота Стефана   | Деспот Стефан Лазаревић (1377—1427), српски деспот                                                         | Кнез Милетина, Кнеза Павла, до 1946. године * кнез Павле Карађорђевић (1893—1976), кнез-намесник Краљевине Југославије (1934—1941) 29. новембра, до 2004. године * 29. новембар - Дан Републике |
| В                         | | |
| Васе Чарапића             | Васа Чарапић (1770—1806), хајдук                                                                           | — |
| Венизелосова              | Елефтериос Венизелос (1864—1936), грчки политичар                                                          | Ђуре Ђаковића, до 2004. године * Ђуро Ђаковић (1886—1929), револуционар и политичар |
| Вилине воде               | Насеље Вилине воде                                                                                         | — |
| Високог Стевана           | Деспот Стефан Лазаревић (1377—1427), српски деспот                                                         | — |
| Вишњићева                 | Филип Вишњић (1767—1834), народни гуслар                                                                   | — |
| Влајковићева              | Ђока Влајковић (1831—1883), пуковник, задужбинар и добротвор                                               | — |
| Војводе Добрњца           | Војвода Петар Добрњац (1771—1828), устанички вођа                                                          | — |
| Вука Караџића             | Вук Стефановић Караџић (1787—1864), реформатор српског језика                                              | — |
| Г                         | | |
| Генерала Лешјанина        | Милојко Лешјанин (1830—1896), генерал и начелник Главног генералног штаба Војске Краљевине Србије          | Генерала Лешјанина, до 1946. године Бошка Вребалова, до 2004. године * Бошко Вребалов (1912—1943), лекар и народни херој |
| Господар Јевремова        | Јеврем Обреновић (1790—1856), председник Државног совјета и брат кнеза Милоша Обреновића                   | Јефремова, до 1896. године Везира Соколовића, до 1904. године * Мехмед-паша Соколовић (1505—1579), велики везир Отоманског царства |
| Господар Јованова         | Јован Обреновић (1787—1850), брат кнеза Милоша Обреновића                                                  | — |
| Грачаничка                | место Грачаница и манастир Грачаница                                                                       | — |
| Гундулићев венац          | Иван Гундулић (1589—1638), дубровачки песник                                                               | — |
| Д                         | | |
| Далматинска               | област Далмација, у Хрватској                                                                              | — |
| Делијска                  | делија - јунак - херој                                                                                     | — |
| Деспота Ђурђа             | Ђурађ Бранковић (1377—1456), српски деспот                                                                 | — |
| Дечанска                  | место Дечани и манастир Високи Дечани                                                                      | Два јелена, од 1872. до 1896. године Дечанска, до 1949. године Кардељева, до 1953. године * Едвард Кардељ (1910—1979), револуционар и политичар Дечанска, до 1957. године Моше Пијаде, до 1997. године * Моша Пијаде (1890—1957), револуционар и политичар                                                                        |
| Добрачина                 | Јован Димитријевић Добрача (1765—1839), трговац и кнез                                                     | — |
| Добрињска                 | Горња Добриња, родно место кнеза Милоша Обреновића                                                         | — |
| Добрице Милутиновића      | Добрица Милутиновић (1880—1956), глумац                                                                    | — |
| Добрице Ћосића            | Добрица Ћосић (1921—2014), писац                                                                           | Златарска, од 1872. до 1896. године Задарска, од 1896. до 2019. године |
| Доситејева                | Доситеј Обрадовић (1739—1811), просветитељ                                                                 | — |
| Драгослава Јовановића     | др. Драгослав Јовановић (1886—1939), правник и ректор Београдског универзитета                             | Дворска Аристида Бријана * Аристид Бријан (1862—1932), француски политичар и државник |
| Драчка                    | град Драч, у Албанији                                                                                      | — |
| Дринчићева                | Милић Дринчић (1775—1815), устанички војвода                                                               | — |
| Дубровачка                | град Дубровник, у Хрватској                                                                                | — |
| Дунавска                  | река Дунав                                                                                                 | — |
| Дунавски кеј              | — | — |
| Ђ                         | | |
| Ђорђа Јовановића          | Ђорђе Јовановић (1909—1943), књижевни критичар и романсијер                                                | — |
| Ђуре Даничића             | Ђуро Даничић (1825—1882), филолог, секретар Друштва српске словесности и ЈАЗУ                              | — |
| Ђуре Јакшића              | Ђура Јакшић (1832—1878), песник и сликар                                                                   | — |
| Е                         | | |
| Емилијана Јосимовића      | Емилијан Јосимовић (1823—1897), урбаниста и архитекта                                                      | Брестовачка (1950-1967), Змај Јовина (1909-1950), Змајева (1872-1928) |
| Ж                         | | |
| Жоржа Клеменсоа           | Жорж Клемансо (1841—1929), француски политичар                                                             | до 2006. године ова улица је била део Француске улице |
| З                         | | |
| Зетска                    | река Зета, у Црној Гори                                                                                    | — |
| Змаја од ноћаја           | Стојан Чупић (1765—1815), српски војвода                                                                   | — |
| Змај Јовина               | Јован Јовановић Змај (1833—1904), лекар и песник                                                           | Љубичина од 1872 до 1896) * по књегињи Љубици Обреновић Књегиње Љубице до 1935. Болеслава Бјерута до 1950 * Болеслав Бјерут - пољски комунистички вођа, председник и премијер у послератној Пољској |
| И                         | | |
| Иванбегова                | Иван Црнојевић (?-1490), господар Зете                                                                     | — |
| Ј                         | | |
| Јеврејска                 | Јевреји | — |
| Јелене Ћетковић           | Јелена Ћетковић (1916—1943), активисткиња НОП-а у Београду и народни херој                                 | — |
| Јелисавете Начић          | Јелисавета Начић (1878—1955), главни архитекта града Београда                                              | Павла Папа, од 1946. до 2004. године * Павле Пап Шиља (1914—1941), народни херој Римска, од 1910. до 1946. године |
| К                         | | |
| Капетан Мишина            | Миша Анастасијевић (1803—1885), трговац и добротвор                                                        | — |
| Карађорђева               | Вожд Карађорђе Петровић (1762—1817), вођа Првог српског устанка и родоначелник династије Карађорђевића.    | — |
| Кнежпољска                | Кнежпоље, област на простору Поткозарја и планине Козаре у Босни и Херцеговини                             | — |
| Кнеза Михаила             | Кнез Михаило Обреновић (1823—1868), кнез Србије                                                            | — |
| Кнеза Симе Марковића      | Сима Марковић (1786—1817), кнез и војвода                                                                  | — |
| Кнез Милетина             | Милета Радојковић, кнез                                                                                    | — |
| Книћанинова               | Стеван Книћанин (1807—1855), војвода                                                                       | — |
| Књегиње Љубице            | Књегиња Љубица Обреновић (1785—1843), жена кнеза Милоша Обреновића.                                        | до 2004. године ова улица је била део Змај Јовине улице |
| Коларчева                 | Илија Милосављевић Коларац (1800—1978), трговац и задужбинар                                               | — |
| Комнен Барјактара         | Комнен Барјактар, хајдук                                                                                   | — |
| Кондина                   | Јовча Михајловић Конда, јунак                                                                              | — |
| Копитарева градина        | Јернеј Копитар (1780—1844), словеначки лингвиста и слависта                                                | — |
| Косанчићев венац          | Иван Косанчић, митски јунак српских епских песама                                                          | — |
| Космајски пролаз          | планина Космај                                                                                             | — |
| Косовке девојке           | Косовка девојка, митска јунакиња српских епских песама                                                     | — |
| Косовска                  | област Косово                                                                                              | — |
| Косте Стојановића         | Коста Стојановић, економиста и политичар                                                                   | — |
| Краља Милана              | Краљ Милан Обреновић (1854—1901), кнез и краљ Србије                                                       | Краља Милана, до 1946. године Маршала Тита, до 1990. године * Јосип Броз Тито (1892—1980), председник Југославије Српских владара, до 1997. године |
| Краља Петра               | Краљ Петар I Карађорђевић (1844—1921), краљ Србије и краљ Краљевине Срба, Хрвата и Словенаца               | до 1904. године оваулица је била део Дубровачке улице Краља Петра, до 1946. године 7. јула, до 1997. године * 7. јул - Дан устанка народа Србије |
| Краљице Наталије          | Краљица Наталија Обреновић (1859—1941), жена краља Милана                                                  | Краљице Наталије, до 1946. године, Народног фронта, до 2004. године * Народни фронт Југославије |
| Л                         | | |
| Лазе Пачуа                | Лазар Пачу (1855—1915), лекар и политичар                                                                  | — |
| М                         | | |
| Мајке Јевросиме           | Мајка Јевросима, жена краља Вукашина и мајка Марка Краљевића                                               | — |
| Македонска                | област Македонија и држава Република Македонија                                                            | Поенкареова, до 1946. године Стаљинградска, до 1948. године Александра Ранковића, до 1953. године * Александар Ранковић (1909—1983), револуционар и политичар |
| Марка Лека                | Марко Леко (1853—1932), хемичар, ректор Велике школе, члан САНУ, председник Црвеног крста Србије           | — |
| Маршала Бирјузова         | Сергеј Бирјузов (1904—1964), совјетски маршал и херој Совјетског Савеза                                    | Космајска |
| Мике Аласа                | Михаило Петровић Алас (1868—1943), математичар, професор Универзитета и члан САНУ                          | Банатска |
| Милорада Гавриловића      | Милорад Гавриловић (1861—1931), управник Народног позоришта                                                | — |
| Милутина Бојића           | Милутин Бојић (1892—1917), песник, писац и књижевни критичар                                               | — |
| Миће Поповића             | Миодраг Мића Поповић (1923—1966), сликар, ликовни критичар, писац и режисер                                | Генерала Махина, до 2004. године * Фјодор Махин (1882—1945), генерал-лајтант ЈА |
| Михизова                  | Борислав Михајловић Михиз (1922—1997), књижевни критичар и сценариста                                      | Вршачка Владимира Нешића, до 2004. године * Владимир Нешић (1896—1929), историчар, секретар Црвене помоћи и жртва шестојануарске диктатуре |
| Н                         | | |
| Николе Спасића            | Никола Спасић (1838—1916), трговац, добротвор и задужбинар                                                 | — |
| Нушићева                  | Бранислав Нушић (1864—1938), комедиограф, дипломата и члан САНУ                                            | — |
| О                         | | |
| Обилићев венац            | Милош Обилић, витез                                                                                        | — |
| П                         | | |
| Пајсијева                 | Патријарх српски Пајсије I (1614—1647)                                                                     | — |
| Палмотићева               | Јуније Палмотић                                                                                            | — |
| Панчевачка                | град Панчево                                                                                               | — |
| Панчићева                 | Јосиф Панчић                                                                                               | — |
| Париска                   | Париз, главни град Француске                                                                               | — |
| Плато др Зорана Ђинђића   | др Зоран Ђинђић                                                                                            | до 2004. године део Трга Републике |
| Поенкарова                | | Ђуре Ђаковића, до 2006. године * Ђуро Ђаковић (1886—1929), револуционар и политичар |
| Поп Лукина                | | — |
| Призренска                | град Призрен                                                                                               | — |
| Р                         | | |
| Рајићева                  | | — |
| Рељина                    | Хреља Охмућевић (у епским песмама помиње се као Реља Крилатица), српски средњовековни великаш              | — |
| Риге од Фере              | Рига од Фере                                                                                               | — |
| С                         | | |
| Светогорска               | Света гора (Атос), аутономна монашка држава под суверенитетом Грчке                                        | Два бела голуба, од 1872. до 1896. године Светогорска, до 1922. године Битољска, до 1930. године * Битољ, град у Македонији Жоржа Клеменсоа, до 1943. године * Жорж Клемансо (1841—1929), француски политичар Светогорска до 1946. године Лоле Рибара, до 1997. године * Иво Лола Рибар (1916—1943), револуционар и народни херој |
| Светозара Милетића        | Светозар Милетић                                                                                           | — |
| Сењанина Иве              | | — |
| Симина                    | | — |
| Скадарска                 | Скадар, град у Албанији                                                                                    | — |
| Скендер бегова            | | — |
| Солунска                  | Солун, град у Грчкој                                                                                       | — |
| Сремска                   | област Срем                                                                                                | — |
| Стевана Сремца            | Стеван Сремац                                                                                              | — |
| Страхињића бана           | | — |
| Студентски трг            | — | Краљев трг, до 1946. године |
| Т                         | | |
| Тадеуша Кошћушка          | Тадеуш Кошћушко (1746—1817), пољски национални јунак                                                       | Кнез Михајлов венац, Маршала Пилсудског, до 1946. |
| Таковска                  | Таково, село код Горњег Милановца                                                                          | — |
| Теразије                  | — | Престолонаследников трг, до 1946. године |
| Топличин венац            | Милан Топлица, митски јунак српских епских песама                                                          | — |
| Трг Николе Пашића         | Никола Пашић                                                                                               | Трг Маркса и Енгелса, до 1997. године * Карл Маркс (1818—1983) и Фридрих Енгелс (1820—1895), немачки филозофи творци научног комунизма |
| Трг Републике             | Република                                                                                                  | Позоришни трг, до 1946. године |
| У                         | | |
| Узун Миркова              | Узун Мирко Апостоловић (1782—1868), војни заповедник                                                       | — |
| Ускочка                   | Ускоци, стари ратници                                                                                      | — |
| Ускочко сокаче            | — | — |
| Ф                         | | |
| Француска                 | Република Француска                                                                                        | Позоришна |
| Фрушкогорска              | планина Фрушка гора                                                                                        | — |
| Х                         | | |
| Херцег Стјепана           | Херцег Стефан Вукчић Косача (1404—1466), оснивач Војводства Светог Саве                                    | — |
| Хиландарска               | манастир Хиландар                                                                                          | — |
| Ц                         | | |
| Цара Душана               | Стефан Душан (1308—1355), први српски цар                                                                  | — |
| Цара Лазара               | Кнез Лазар Хребељановић (1329—1389), кнез Србије                                                           | — |
| Цара Уроша                | Стефан Урош V (1337—1371), последњи српски цар и последњи владар из династије Немањића                     | — |
| Цариградска               | Цариград стари назив за Истанбул, главни град Турске                                                       | Цариградска, до 1946. године Ђуре Стругара, до 1997. године * Ђуро Стругар (1912—1941), активиста НОП-а у Београду и народни херој |
| Царице Милице             | Књегиња Милица Хребељановић (1335—1407), жена кнеза Лазара                                                 | — |
| Цетињска                  | Цетиње, град у Црној Гори                                                                                  | — |
| Цинцар Јанкова            | Цинцар Јанко Поповић (1779—1833), српски војвода                                                           | — |
| Ч                         | | |
| Чика Љубина               | Љубомир Ненадовић (1826—1895), књижевник, дипломата и политичар                                            | — |
| Чубрина                   | ? | — |
| Чумићева                  | Аћим Чумић (1836—1901), професор права, судија, градоначелник Београда и председник владе Краљевине Србије | — |
| Џ                         | | |
| Џорџа Вашингтона          | Џорџ Вашингтон (1732—1799), први председник САД                                                            | Видинска, до 1946. године * Видин, град у Бугарској |
| Ш                         | | |
| Шантићева                 | Алекса Шантић (1868—1924), песник                                                                          | — |
| Шафарикова                | Павел Јосеф Шафарик (1795—1861), чешки писац                                                               | — |